# Aguas Corrientes

Localisation de la municipalité d'Aguas Corrientes

Aguas Corrientes est une ville de l'Uruguay, siège d'une municipalité, située dans l'ouest du département de Canelones. Sa population est de 1 047 habitants.

## Histoire
La ville fut fondée en 1870.

## Population
Sa population est de 1 047 habitants environ (2011).
| Année | Population |
| ----- | ---------- |
| 1963  | 960        |
| 1975  | 1 001      |
| 1985  | 1 025      |
| 1996  | 1 046      |
| 2004  | 1 095      |
| 2011  | 1 047      |

Référence,:

## Gouvernement
Le maire (alcalde) de la ville est Álvaro Alfonzo,.